# 下野寺
下野寺（しものでら）は、福島県福島市の大字である。郵便番号は960-8075。

## 地理
福島市西部の吾妻地域に属し、間に笹木野などをはさみ、地区内南東部、および北部にわかれて位置する。南東側の一角は南から西、北西にかけて笹木野、北東で北中央3丁目の南西角、西中央3、4、5丁目、南中央4丁目と、東野田町6丁目とそれぞれ隣接する。北西側の一角は北から東にかけて笹木野、南で上野寺、西で町庭坂とそれぞれ隣接する。概ね市町村制施行以前の旧下野寺村域を範囲としていたが、後の野田村の分村合併や福島市中央土地区画整理事業による地番変更により現在の姿に至った。南東側は福島県道70号福島吾妻裏磐梯線に沿い市街地が続くが、南部は市街地に隣接した荒川沿いの農地や河川敷となっている。北西部は松川右岸の扇状地で、水田や果樹園が広がり、JR奥羽本線が横断する。上町に所在する福島警察署及び上野寺に所在する福島消防署西出張所がそれぞれ管轄にあたる。

### 河川
- 荒川

### 主な字
- 醴
- 内鉾
- 太田
- 太田前
- 行堂
- 街道南
- 北田
- 春日
- 佐太郎内
- 猿内
- 下新田
- 新田
- 新田北
- 新田西
- 末無
- 下釜
- 関南
- 遠原
- 鶴巻前
- 鶴巻
- 二反田
- 猫内
- 中ノ内
- 中ノ内前
- 原
- 森相
- 南高田
- 薬師堂
- 薬師堂後
- 薬師堂前
- 山神

## 歴史
- 1889年（明治22年）4月1日 - 町村制の施行により信夫郡野田村が発足。旧下野寺村域は野田村の大字となる。
- 1937年（昭和12年）7月1日 - 一部が野田村から分離し福島市に編入される。
- 1956年（昭和31年）9月30日 - 野田村が合併により吾妻村となり、吾妻村の大字となる。（1962年（昭和37年）11月1日に町制施行し吾妻町となる。）
- 1968年（昭和43年）10月1日 - 吾妻町が福島市に編入され、福島市の大字となる。
- 1976年（昭和51年）7月6日 - 福島中央土地区画整理事業が当地を含む地域で開始される。
- 1989年（平成元年）3月10日 - 土地区画整理事業の完了に伴い、一部が東中央、西中央、南中央、北中央へ町名地番変更される。

## 世帯数と人口
2022年（令和4年）6月30日現在の世帯数と人口は以下の通りである。
| 大字   | 世帯数  | 人口  |
| ------ | ------- | ----- |
| 下野寺 | 312世帯 | 764人 |

## 小・中学校の学区
市立小・中学校に通う場合、学区は以下の通りとなる。
| 番地 | 小学校             | 中学校             |
| ---- | ------------------ | ------------------ |
| 全域 | 福島市立野田小学校 | 福島市立野田中学校 |

## 交通

### 鉄道
北西部
- JR奥羽本線

### 道路
南東部
- 国道13号福島西道路
  - 西大橋（荒川）
- 福島県道70号福島吾妻裏磐梯線
- 福島市道25号南沢又大森線

北西部
- 福島県道310号庭坂福島線
- 福島市道17号鳥川大笹生線

### バス
福島交通路線バス
- （福島駅・大原綜合病院方面） - 山神 - 笹木野原 - （庭坂方面）
  - 志田
  - 由添団地経由庭坂
  - 長沼経由庭坂
- （福島駅・大原綜合病院方面） - 甘酒 - （高湯温泉方面）
  - 上姥堂
  - 高湯温泉

## 施設
南東部
- 岩代屋敷大王
- 春日神社
- 日枝神社
- 醴観音堂

北西部
- 吾妻自動車教習所
- 遠原団地
- 山神神社